# Huéneja (kommunhuvudort)
Huéneja är en kommunhuvudort i Spanien.   Den ligger i provinsen Provincia de Granada och regionen Andalusien, i den södra delen av landet, 400 km söder om huvudstaden Madrid. Huéneja ligger 1 163 meter över havet och antalet invånare är 1 235.
Terrängen runt Huéneja är varierad. Runt Huéneja är det glesbefolkat, med 12 invånare per kvadratkilometer. Närmaste större samhälle är Fiñana, 9,8 km öster om Huéneja. Omgivningarna runt Huéneja är i huvudsak ett öppet busklandskap.